# 천년여우
《천년여우》(일본어: 千年女優 센넨조유[*])는 2001년에 공개된 일본의 애니메이션 영화다. 곤 사토시가 감독과 각본을 맡았다.